# Guvernoratul Libanul de Sud

Guvernoratul Beqaa în Liban

Libanul de Sud (arabă: الجنوب‎) este unul dintre guvernoratele Libanului, iar capitala sa este orașul Sidon. 